# Arch Islands
Die Arch Islands (span.: Islotes Franceses) sind eine kleine Inselgruppe vor Port Albemarle, Westfalkland im Archipel der Falklandinseln.
Die Inseln sind unbewohnt und nur mit dem Schiff zu erreichen. Der Name der Gruppe rührt von einem Steinbogen auf Big Arch Island her, unter dem kleine Boote hindurchfahren können. 
Die Gruppe besteht aus:
- Big Arch Island (rund 3 km²)
- Clump Island (8,2 ha)
- Tussac Island (163,4 ha)
- Pyramid Rock
- Last Rock
- Albemarle Rock